# 韋斯特伍德 (肯塔基州博伊德縣)
韋斯特伍德（英語：Westwood）是位於美國肯塔基州博伊德縣的一個人口普查指定地區。

## 人口
根據2020年美國人口普查的數據，韋斯特伍德的面積為9.92平方千米，當中陸地面積為9.68平方千米，而水域面積為0.24平方千米。當地共有人口4387人，而人口密度為每平方千米442.24人。